# James Edward Alexander
Pour les articles homonymes, voir Alexander.
James Edward Alexander, né à Powis (Clackmannanshire, Écosse) le 16 octobre 1803 et mort à Ryde (Île de Wight, Angleterre) le 2 avril 1885, est un militaire, explorateur et naturaliste britannique.

## La carrière militaire
Il fait d'abord partie de l'armée de la Compagnie des Indes orientales à partir de 1820, est nommé lieutenant en 1823 et passe à l'armée britannique en 1825.
En tant qu'aide-de-camp du contingent britannique en Perse, il est témoin des combats entre l'Empire Perse et la Russie en 1826. Il est présent dans les Balkans pendant la guerre russo-turque (1828-1829). Il est nommé capitaine en 1830. De 1832 à 1834, il assiste à la guerre des Miquelets au Portugal, et en 1835 il participe la guerre contre les Xhosa en Afrique australe en tant qu'aide-de-camp de Sir Benjamin d'Urban.
En 1837, il épouse la fille du major Mitchell, Surveyor General du Cap de Bonne-Espérance, et est anobli en 1838 pour services rendus. 
De 1841 à 1855 il sert au Canada et en Crimée. Il est nommé colonel en 1858. En 1862, il occupe un poste de commandement au cours de la guerre contre les Māori en Nouvelle-Zélande. Il sort du service actif en 1877 et est nommé général à titre honoraire en 1881. 
Il a joué par ailleurs en 1877 un rôle prépondérant dans le transfert d'une des trois obélisques de Louxor à Londres.

## Explorateur et naturaliste
Il réunit des spécimens minéraux et botaniques, dont en particulier 300 plantes présentées à l'Université de Cambridge.
En 1834, il est chargé par la Royal Geographic Society d'explorer et de décrire les régions de l'Afrique orientale situées à l'ouest de la baie Delagoa. Arrivé au Cap à bord de la "Thalia" au début de 1835, il est nommé aide-de-camp et secrétaire personnel du gouverneur, Sir Benjamin d'Urban. Retardé par les guerres frontalières, son objectif initial d'exploration est modifié et il entreprend le 10 septembre 1836 l'exploration de la partie occidentale du territoire situé au nord du fleuve Orange. Il est de retour le 21 septembre 1837. Dans la relation qu'il publie à Londres en 1838 figurent la carte de l'itinéraire suivi et la liste des plantes collectées.
Diverses espèces animales et végétales ont été nommées alexandri en son honneur. Catophractes alexandri par exemple, une plante de la famille des bignoniacées, lui a été dédiée par le botaniste écossais David Don.
Le fonds d'archives de James Edward Alexander est conservé au centre d'archives de Montréal de Bibliothèque et Archives nationales du Québec.

## Œuvres
- Travels from India to England comprehending a visit to the Burman empire, and a journey through Persia, Asia Minor, European Turkey in the years 1825-26, Londres, Parbury, Allen, & Co, 1827
- Travels through Russia and the Crimea, 1830
- Transatlantic Sketches comprising  visits to the most Interesting Scenes in North & South America & West Indies, 2 volumes, Londres, Richard Bentley, 1833
- Sketches in Portugal during the Civil War of 1834, Londres, J. Cochrane & Co, 1835
- Narrative of a Voyage of Observation among the Colonies of Western Africa, in the Flag-Ship Thalia and of a Campaign in Kaffir-Land, on the Staff of the Commander-in-Chief in 1835, Londres, Henry Colburn, 2 volumes, 1837
- An Expedition of Discovery into the Interior of Africa Through the Hitherto Undescribed Countries of the Great Namaquas, Boschmans, and Hill Damaras, Performed under the Auspices of Her Majesty's Government and the Royal Geographic Society, Londres, Henry Colburn, 2 volumes, 1838
- Life of Field Marshal, His Grace the Duke of Wellington, Embracing His Civil, Military, and Political Career to the Present Time, Londres, Henry Colbourn, 2 volumes, 1839–40
- L'Acadie : or seven years' explorations in British America, Londres, Henry Colburn, 2 volumes, 1849 Texte en ligne 1, 2
- Passages in the life of a soldier, or, Military service in the East and West, Londres, Hurst & Blackett, 1857
- Salmon-Fishing in Canada by a Resident, Londres et Montreal, Longman, Green, Longman, and Roberts, 1860
- Incidents of the last Maori-War in New Zealand, Londres, Richard Bentley, 1863
- Bush Fighting, Londres, Sampson, Low, Marston, Low & Searle, 1873
- Cleopatra's Needle, the obelisk of Alexandria, 1879